# Мелихов, Игорь Александрович
И́горь Алекса́ндрович Ме́лихов (род. 26 апреля 1944) — советский и российский дипломат, учёный-международник, политолог, публицист. Доктор исторических наук, профессор. Чрезвычайный и полномочный посол (1993).

## Биография
Родился в 1944 году. В 1968 году окончил МГИМО МИД СССР, получив специальность «референт-международник по странам Востока», после чего поступил на работу в МИД СССР и был направлен в Народную Республику Южного Йемена в должности переводчика, а затем атташе посольства. Владеет арабским, английским, французским, немецким языками.
- В 1970—1980 годах — работал на различных дипломатических должностях в странах Ближнего Востока (Южном Йемене, Ливане, Египте).
- В 1984—1987 годах — в центральном аппарате МИД СССР, в том числе заведующим сектором Сирии и Ливана.
- В 1988—1991 годах — советник-посланник посольства СССР в Сирийской Арабской Республике.
- В 1991—1993 годах — заместитель начальника Управления Ближнего Востока и Северной Африки. Представлял Россию на заседаниях многосторонних групп в рамках ближневосточного мирного процесса, участвовал в межмидовских политических консультациях с иностранными государствами.
- С 27 октября 1993 по 6 сентября 1996 года — чрезвычайный и полномочный посол Российской Федерации в Государстве Катар[2][3].
- С 6 сентября 1996 по 17 октября 2000 года — чрезвычайный и полномочный посол Российской Федерации в Королевстве Саудовская Аравия[4][5].
- В 2000—2004 годах — заместитель директора Историко-документального департамента МИД России.
- С 12 марта 2004 по 10 июня 2008 года — чрезвычайный и полномочный посол Российской Федерации в Федеративной Республике Нигерия, а также наблюдатель РФ при Экономической организации сотрудничества Западной Африки (ЭКОВАС)[6][7].
- В 2007 году отошёл от практической дипломатической деятельности, перейдя на работу в МГИМО, освобождён от должности посла год спустя.
- В 2007—2014 годах — заведующий кафедрой дипломатии, профессор МГИМО МИД РФ.
- В 2014—2015 годах — профессор МГИМО МИД РФ.

Является членом Союза писателей России, Совета Ассоциации российских дипломатов.

## Научные интересы
Научные интересы преимущественно находятся в области международных отношений и дипломатии. В 1972 году в Институте востоковедения АН СССР защитил диссертацию по востоковедческой и международной проблематике. В 1976 году под псевдонимом И. А. Александров (основной псевдоним Мелихова, редко публиковавшегося ранее под своей фамилией) выпустил справочник «Народная Демократическая Республика Йемен», в котором содержалась информация о географии, истории, экономике и культуре страны. Автор исследований, посвящённых анализу политического и социального-экономического состояния стран Ближнего Востока (монография «Монархии Персидского залива. Этап модернизации», «Королевство Саудовская Аравия: прошлое и настоящее» (в соавторстве с В. В. Наумкиным), «Ливан: пора суровых испытаний», «Оман: между прошлым и настоящим»), а также политике и дипломатии России в данном регионе («Россия и Ближний Восток», «Концептуальный анализ Россия — страны ССАГПЗ»). Опубликовал значительное количество научных и научно-популярных статей. В 2000 году защитил докторскую диссертацию по специальности всеобщая история. С переходом на преподавательскую работу в МГИМО, исследования Мелихова становятся посвящены в основном истории и теории дипломатии. Опубликовал ряд актуальных исследований, в том числе монографию «Личность в дипломатии. На исторических параллелях» (2011), учебное пособие «Фактор личности в дипломатической практике» (2014), являлся соавтором учебного пособия «Дипломатическая служба» и др. В 2017 году изданы его мемуары «Дипломатическая симфония». Общий объём публикаций — более 200 п.л. Кроме того, входил в состав редакционной коллегии «Очерков истории Министерства иностранных дел России» (М.: Олма-Пресс, 2002, в 3 т.) и некоторых других изданий. Избирался членом Ученого совета МГИМО, являлся членом Диссертационного совета Дипломатической академии МИД РФ. Участвовал в международных и российских научно-практических конференциях, в том числе в качестве докладчика.
В 2021 году издательство «Российский писатель» опубликовало поэтический сборник И. А. Мелихова «Вечерние зарницы», в котором, в частности, второй раздел озаглавлен «Дипломатический цикл», являющийся беспрецедентным не только для отечественной, но и, похоже, зарубежной поэзии. В 2022 году издан новый сборник «Осенний листопад», в котором помещён полный «Политико-дипломатический цикл». 

## Семья
Женат, имеет дочь, двух внуков и внучку.

## Награды
- Орден Дружбы (19 ноября 2007) — за участие в освобождении группы российских заложников, похищенных нигерийскими боевиками[8][9];
- Медаль «В память 850-летия Москвы»;
- Медаль «За укрепление боевого содружества»;
- Медаль «90 лет ВЛКСМ»;
- Медаль «200 лет Консульской службы МИД РФ»;
- Медаль «МИД 200 лет»;
- Почётный работник МИД России;
- Нагрудный знак «За отличие» МИД России;
- Почётная грамота МИД России;
- Почётная грамота Министерства Образования и науки Российской Федерации;
- Почётный знак «За заслуги в развитии физической культуры и спорта».

## Дипломатический ранг
- Чрезвычайный и полномочный посланник 1 класса (27 января 1993)[10]
- Чрезвычайный и полномочный посол (1 октября 1993)[11]